# ثورون ارنا کلاوسن
ثورون ارنا کلاوسن (ایسلندی: Þórunn Erna Clausen؛ زادهٔ ۱۲ سپتامبر ۱۹۷۵) ترانه‌سرا و بازیگر اهل ایسلند است. وی از سال ۱۹۹۵ میلادی تاکنون مشغول فعالیت بوده‌است.
وی دانش‌آموختهٔ مدرسه عالی هنرهای نمایشی وبر داگلاس لندن است.
از فیلم‌ها یا مجموعه‌های تلویزیونی که وی در آن‌ها نقش داشته‌است، می‌توان به حالا مستند! اشاره نمود.